# Europese kampioenschappen shorttrack 2005
De Europees kampioenschappen shorttrack 2005 werden van 12 t/m 14 januari 2005 gehouden in het Italiaanse Turijn. Titelverdedigers waren Nicola Rodigari (Italië) en Evgenja Radanova (Bulgarije). Rodigari raakte zijn titel kwijt aan zijn landgenoot Fabio Carta, Radanova werd op haar beurt tweede achter de Russische Tatjana Borodoelina.

## Eindklassement

### Mannen
|        | Naam                | Land | pnt |
| ------ | ------------------- | ---- | --- |
| Goud   | Fabio Carta         | ITA  | 76  |
| Zilver | Arian Nachbar       | GER  | 73  |
| Brons  | Nicola Franceschina | ITA  | 55  |
| 4      | Pieter Geysel       | BEL  | 39  |
| 5      | Sebastian Praus     | GER  | 29  |
| 6      | Cees Juffermans     | NED  | 22  |
| 7      | Mikhail Rajine      | RUS  | 16  |
| 8      | Peter Darazs        | HUN  | 5   |
| 9      | Jon Eley            | GBR  | -   |
| 10     | Nicola Rodigari     | ITA  | -   |

### Vrouwen
|        | Naam                      | Land | pnt |
| ------ | ------------------------- | ---- | --- |
| Goud   | Tatjana Borodoelina       | RUS  | 89  |
| Zilver | Evgenja Radanova          | BUL  | 89  |
| Brons  | Marta Capurso             | ITA  | 52  |
| 4      | Stephanie Bouvier         | FRA  | 26  |
| 5      | Nina Jevtejeva            | RUS  | 26  |
| 6      | Yvonne Kunze              | GER  | 16  |
| 7      | Aika Klein                | GER  | 13  |
| 8      | Marina Georgieva-Nikolova | BUL  | 9   |
| 9      | Christin Priebst          | GER  | 3   |
| 10     | Veronika Windisch         | AUT  | 2   |
| 13     | Liesbeth Mau Asam         | NED  | -   |
| 28     | Kim De Dapper             | BEL  | -   |

Malmö 1997 · 
Boedapest 1998 · 
Oberstdorf 1999 · 
Bormio 2000 · 
Den Haag 2001 · 
Grenoble 2002 · 
Sint-Petersburg 2003 · 
Zoetermeer 2004 · 
Turijn 2005 · 
Krynica Zdrój 2006 · 
Sheffield 2007 ·
Ventspils 2008 · 
Turijn 2009 · 
Dresden 2010 · 
Heerenveen 2011 · 
Mladá Boleslav 2012 · 
Malmö 2013 · 
Dresden 2014 · 
Dordrecht 2015 · 
Sotsji 2016 · 
Turijn 2017 · 
Dresden 2018 · 
Dordrecht 2019 · 
Debrecen 2020 · 
Gdańsk 2021 · 
Dresden 2022 · 
Gdańsk 2023 · 
Gdańsk 2024 · 
Dresden 2025